# Qolqəti
Qolqəti è un comune dell'Azerbaigian situato nel distretto di Ağdaş. Conta una popolazione di 1.329 abitanti.